# LOVEBIRD (広瀬香美のアルバム)
『LOVEBIRD』（ラブ・バード）は、日本の歌手、広瀬香美の9枚目のアルバム。2004年12月16日に、ビクターエンタテインメントからリリースされた。

## 収録曲
- 全作詞・作曲：広瀬香美
- 編曲：河野圭 (#1,10)、h-wonder (#2,3,6,8)、村山晋一郎 (#4)、桑野洋子 (#5)、服部隆之 (#7)、野崎良太 (#9)、広瀬香美 (#11)

1. 明日に向かって架ける橋 (5:00)
2. The Shining Story (5:27)
3. 白いブーツ (5:12)
4. 日付変更線 (6:11)
5. 失恋日和 (4:22)
6. sayonara (5:26)
7. 冬の色 (6:08)
8. 歌いたいの (4:58)
9. What a hot winter!! (3:53)
10. 眠れぬ夜の小夜曲 (4:27)
11. 日付変更線 (acoustic version) (4:53)ボーナス・トラック。